# Калник
Вижте пояснителната страница за други значения на Калник.
Калник е река в Северна България, област Ловеч – общини Троян, Угърчин и Тетевен, десен приток на река Вит. Дължината ѝ е 41 km.

## Описание
Река Калник извира от „Толевска чешма“ (на 667 m н.в.) в южното подножие на Микренските височини на Предбалкана, на около 1,5 km северно от село Борима, община Троян. По цялото си протежение реката тече в западна посока (с лек уклон на север) в широка долина между Микренските височини на север и Васильовска планина на юг. Влива се отдясно в река Вит, на 250 m н.в., в местността „Боаза“, южно от село Пещерна.
Площта на водосборния басейн на Калник е 263 km², което представлява 8,2% от водосборния басейн на река Вит.
Притоци – → ляв приток, ← десен приток:
- → Топля (най-пълноводният ѝ приток, водещ началото си от карстовия извор „Топля“)
- → Лесидренска река (най-големият ѝ приток)
- → Команска река
- → Баевенски дол
- ← Гагайски дол

Подхранването на реката е от дъждовни, снежни и карстови (извора „Топля“) води. Водите на Калник се използват за напояване, като за целта е изграден язовир „Сопот“, четвърти по големина в България.
По течението на реката са разположени 3 села в 3 общини: община Троян – Старо село; община Угърчин – Василковска махала; община Тетевен – Български извор.
По долината на реката преминават два пътя от Държавната пътна мрежа:
- 12,3 km (от местността „Боаза“ до село Сопот) от първокласен път № 4 Ябланица – Велико Търново – Варна;
- 16 km (от село Сопот до село Старо село) от третокласен път № 402 село Сопот – Троян.

## Галерия
- Река Калник при село Български извор
- Река Калник в близост до главния път София-Варна

## Топографска карта
- Лист от карта K-35-38. Мащаб: 1 : 100 000.
- Лист от карта K-35-37. Мащаб: 1 : 100 000.
- Лист от карта K-35-25. Мащаб: 1 : 100 000.